# Altagracia de Orituco (Venezuela)
Pour les articles homonymes, voir Altagracia de Orituco, Altagracia et Orituco.
Altagracia de Orituco, officiellement Nuestra Señora de Altagracia de Orituco est une ville du Venezuela, chef-lieu de la municipalité de José Tadeo Monagas, dans l'État de Guárico. En 2001, sa population est estimée à 117 927 habitants[réf. nécessaire].

## Histoire

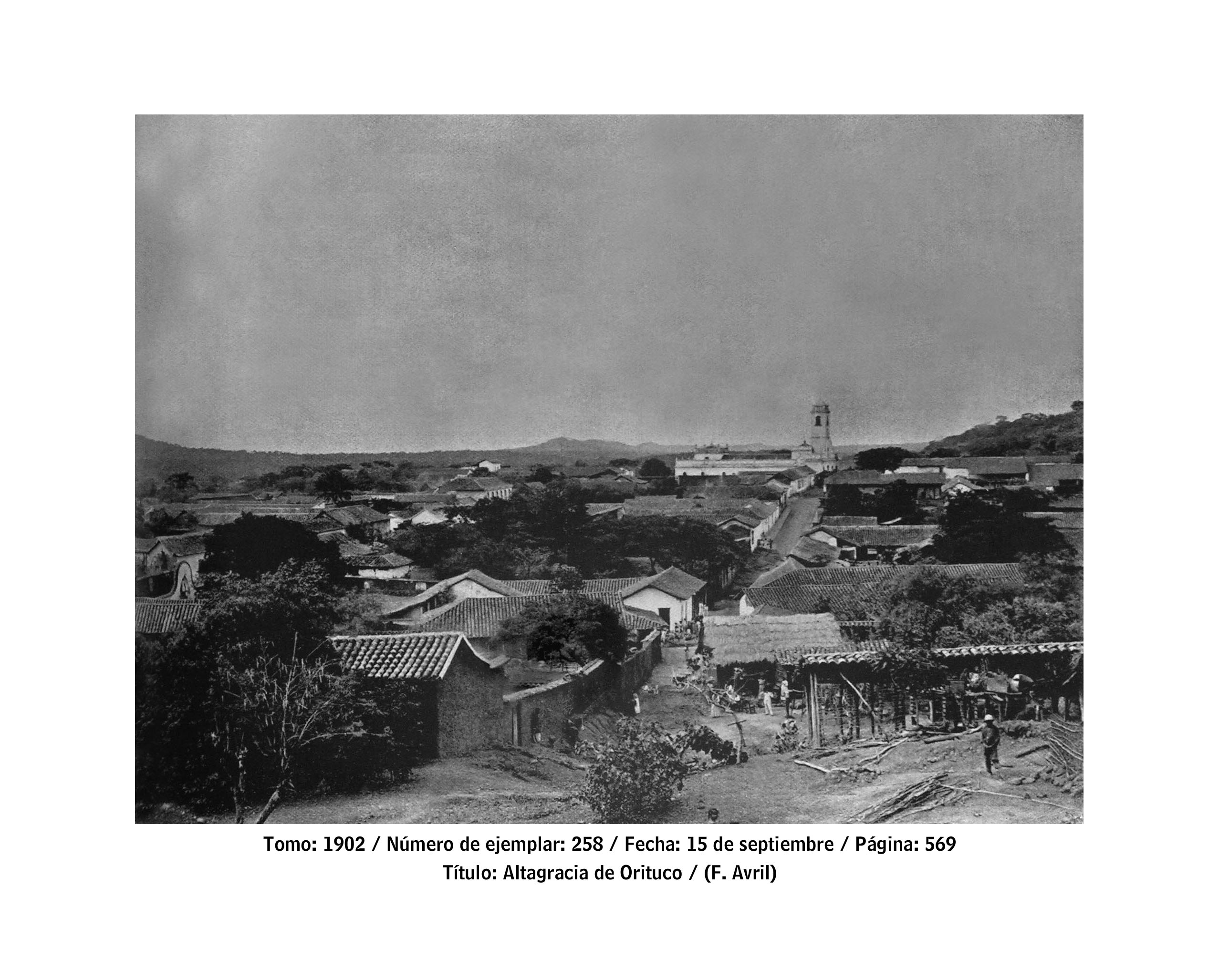
Vue d'Altagracia de Orituco en 1902.

## Personnalités
- Candelaria de San José (1863-1940), religieuse carmélite, fondatrice de la congrégation des Petites sœurs des pauvres d'Altagracia de Orituco. Elle est béatifiée à Caracas en 2008.

## Sources
- (es) Cet article est partiellement ou en totalité issu de l’article de Wikipédia en espagnol intitulé « Altagracia de Orituco » (voir la liste des auteurs).